# Stazione di Cancello Arnone
Stazione di Cancello Arnone vasútállomás Olaszországban, Cancello ed Arnone településen.

## Vasútvonalak
Az állomást az alábbi vasútvonalak érintik:
- Róma–Formia–Nápoly-vasútvonal

## Kapcsolódó állomások
A vasútállomáshoz az alábbi állomások vannak a legközelebb:
- Stazione di Villa Literno
- Stazione di Falciano-Mondragone-Carinola